# Mesoplodon
Mesoplodon là một chi động vật có vú trong họ Ziphiidae, bộ Cetacea. Chi này được Gervais miêu tả năm 1850. Loài điển hình của chi này là Delphinus sowerbensis de Blainville, 1817 (= Physeter bidens Sowerby, 1804).

## Hình ảnh

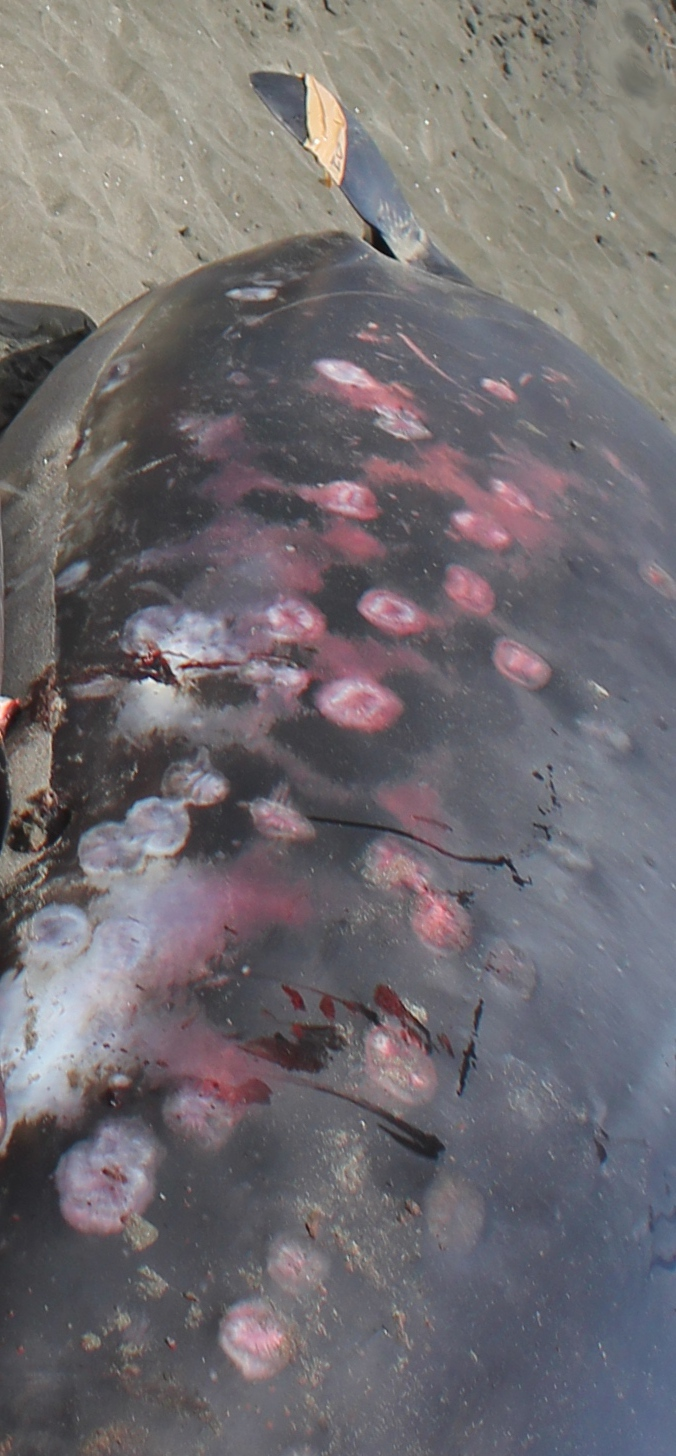
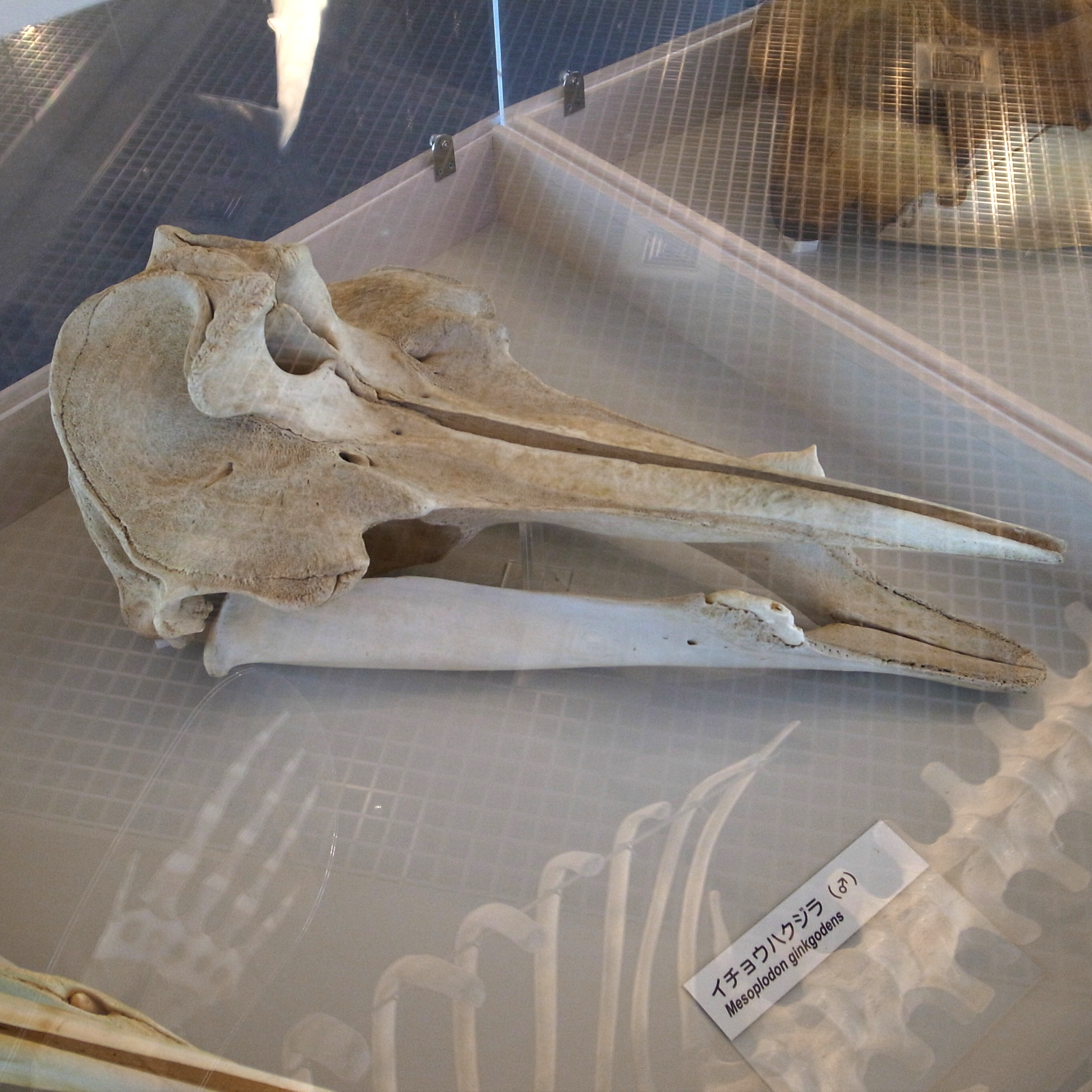
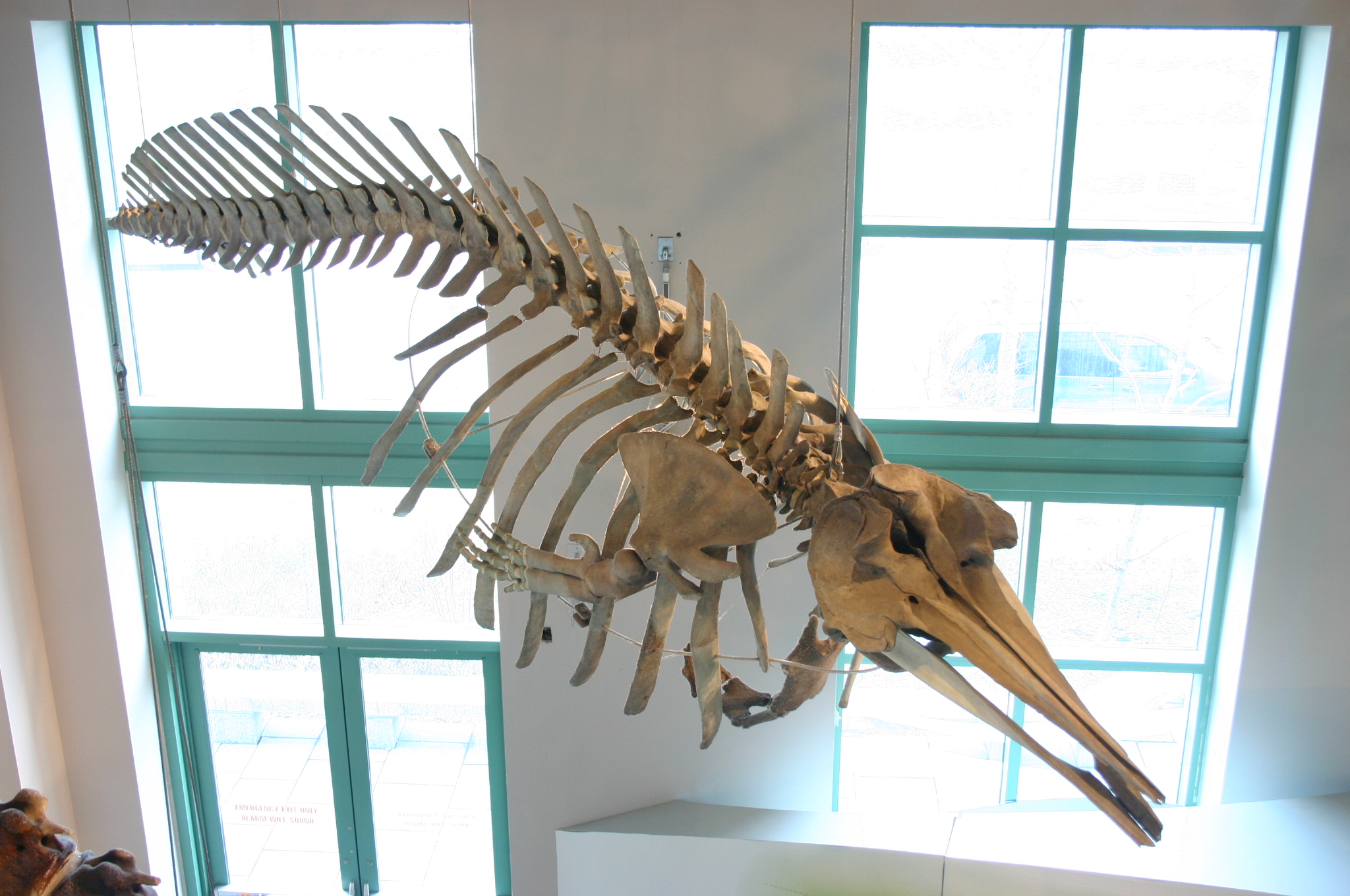
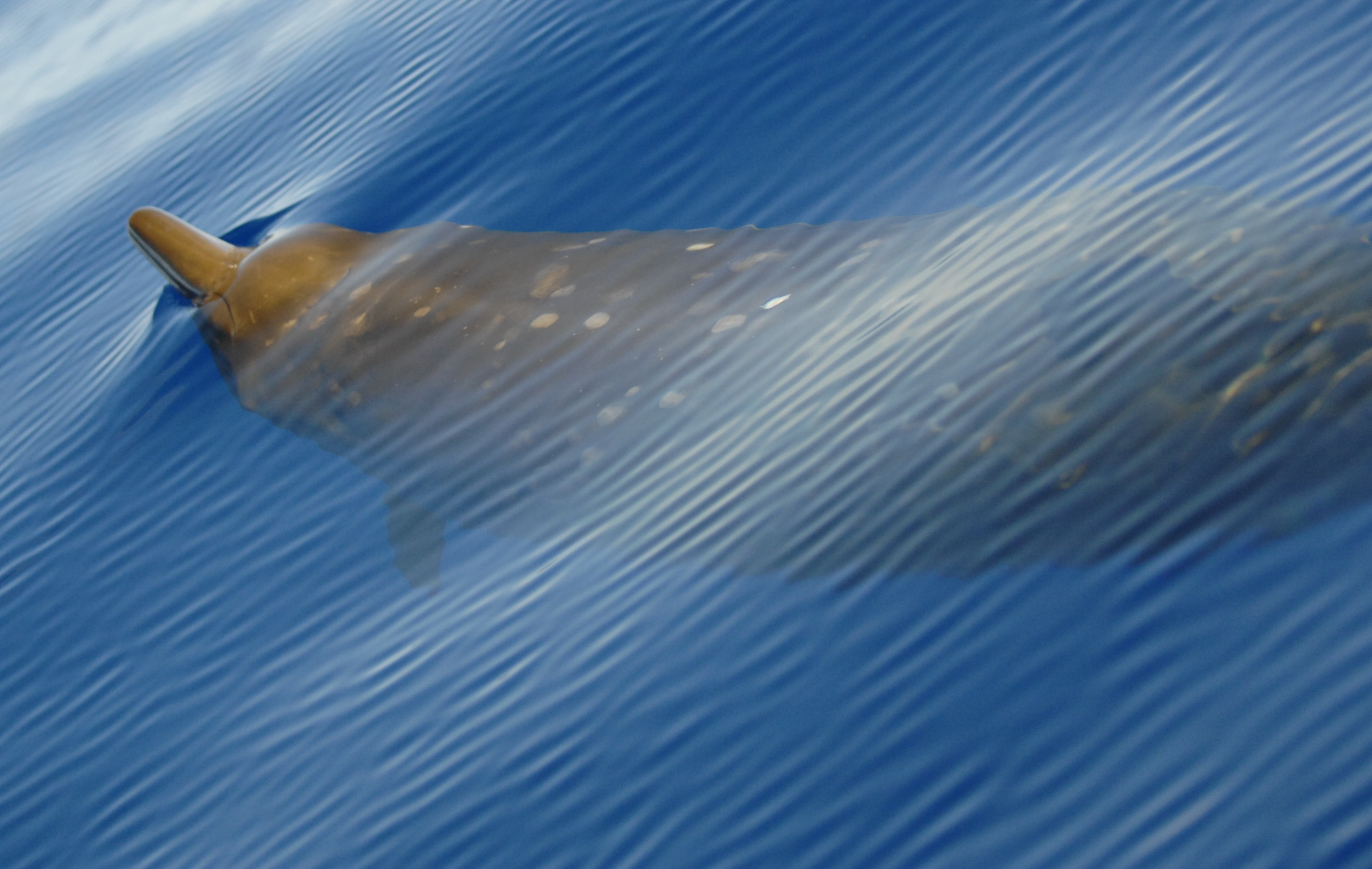

## Các loài
Chi này gồm các loài:
- Cá voi mõm khoằm Sowerby
- Cá voi mõm khoằm Andrews
- Cá voi mõm khoằm Hubbs
- Cá voi mõm khoằm Blainville
- Cá voi mõm khoằm Gervais
- Cá voi mõm khoằm răng bạch quả
- Cá voi mõm khoằm Gray
- Cá voi mõm khoằm Hector
- Cá voi mõm khoằm Layard
- Cá voi mõm khoằm True
- Cá voi mõm khoằm nhỏ
- Cá voi mõm khoằm Perrin
- Cá voi mõm khoằm Stejneger
- Cá voi răng thuổng